# Mistrovství světa v hokejbalu U18 2012
Mistrovství světa v hokejbalu U18 2012 byla juniorská hokejbalová akce roku 2012.

## Účastníci
| Vlajka    | Stát                     |
| --------- | ------------------------ |
| Česko     | Česko (Evropa)           |
| Kanada    | Kanada (Severní Amerika) |
| Slovensko | Slovensko (Evropa)       |
| Švýcarsko | Švýcarsko (Evropa)       |

## Stadiony
| Město      | Stadion       | Kapacita |
| ---------- | ------------- | -------- |
| Strakonice | Zimní stadion | 3000     |

## Základní skupina

### Skupina A
Ve skupině A hrájí všechna mužstva.
Zápasy
| 19. června 2012 18.00 |       |       |                                      |
| Kanada                | 1 - 1 | Česko | Zimní stadion Strakonice, Strakonice |
|                       |       |       | Zimní stadion Strakonice, Strakonice |

| 19. června 2012 20.30 |       |           |                                      |
| Slovensko             | 8 - 1 | Švýcarsko | Zimní stadion Strakonice, Strakonice |
|                       |       |           | Zimní stadion Strakonice, Strakonice |

| 20. června 2012 15.00 |       |           |                                      |
| Česko                 | 6 - 1 | Švýcarsko | Zimní stadion Strakonice, Strakonice |
|                       |       |           | Zimní stadion Strakonice, Strakonice |

| 20. června 2012 17.30 |       |        |                                      |
| Slovensko             | 1 - 3 | Kanada | Zimní stadion Strakonice, Strakonice |
|                       |       |        | Zimní stadion Strakonice, Strakonice |

| 21. června 2012 14.30 |        |        |                                      |
| Švýcarsko             | 1 - 12 | Kanada | Zimní stadion Strakonice, Strakonice |
|                       |        |        | Zimní stadion Strakonice, Strakonice |

| 21. června 2012 17.00 |       |       |                                      |
| Slovensko             | 6 - 3 | Česko | Zimní stadion Strakonice, Strakonice |
|                       |       |       | Zimní stadion Strakonice, Strakonice |

Tabulka
| Poř. | Tým       | Z | V | R | P | VG | OG | B |
| ---- | --------- | - | - | - | - | -- | -- | - |
| 1.   | Kanada    | 3 | 2 | 1 | 0 | 14 | 3  | 5 |
| 2.   | Slovensko | 3 | 2 | 0 | 1 | 15 | 7  | 4 |
| 3.   | Česko     | 3 | 1 | 1 | 1 | 10 | 8  | 3 |
| 4.   | Švýcarsko | 3 | 0 | 0 | 3 | 3  | 24 | 0 |

## Play-off

### Semifinále
Zápasy
| 22. června 2012 15.30 |        |           |                                      |
| Kanada                | 13 - 2 | Švýcarsko | Zimní stadion Strakonice, Strakonice |
|                       |        |           | Zimní stadion Strakonice, Strakonice |

| 22. června 2012 18.00 |       |       |                                      |
| Slovensko             | 2 - 1 | Česko | Zimní stadion Strakonice, Strakonice |
|                       |       |       | Zimní stadion Strakonice, Strakonice |

### Utkání o 3. místo
Zápasy
| 23. června 2012 12.30 |       |           |                                      |
| Česko                 | 5 - 2 | Švýcarsko | Zimní stadion Strakonice, Strakonice |
|                       |       |           | Zimní stadion Strakonice, Strakonice |

### Finále
Zápasy
| 23. června 2012 15.00 |       |           |                                      |
| Kanada                | 1 - 0 | Slovensko | Zimní stadion Strakonice, Strakonice |
|                       |       |           | Zimní stadion Strakonice, Strakonice |

## Konečné pořadí týmů
| Místo | Tým       |
| ----- | --------- |
| 1.    | Kanada    |
| 2.    | Slovensko |
| 3.    | Česko     |
| 4.    | Švýcarsko |